# Michał Kazimierz Raczyński
Michał Kazimierz Raczyński herbu Nałęcz (ur. w 1650, zm. 12 grudnia 1737 w Poznaniu) – wojewoda poznański w 1737 roku, wojewoda kaliski w latach 1729–1737, kasztelan kaliski w latach 1720–1729, kasztelan gnieźnieński w latach 1710–1720, podsędek poznański w latach 1696–1710.
Początkowo był związany z Radziwiłłami, później stał się gorliwym zwolennikiem Augusta III. Od 1689 podsędek gnieźnieński i poznański. Poseł na sejm konwokacyjny 1696 roku z województwa poznańskiego, po zerwanym sejmie konwokacyjnym przystąpił do kofederacji generalnej w 1696 roku. Był elektorem Augusta II Mocnego w 1697 roku z województwa kaliskiego. Poseł na sejm 1701 roku i sejm z limity 1701-1702 roku z województwa poznańskiego. Jako poseł województwa poznańskiego był uczestnikiem Walnej Rady Warszawskiej 1710 roku. W latach 1710–1720 kasztelan gnieźnieński, w latach 1720–1729 – kaliski. W roku 1729 został wojewodą kaliskim, a w ostatnim roku życia objął urząd wojewody poznańskiego.
Stał się jednym z najbogatszych magnatów Wielkopolski. Rodzina Raczyńskich doszła do większego znaczenia dzięki wnukowi Michała Kazimierza, Kazimierzowi (1739-1824), który otrzymał imię po zmarłym 2 lata wcześniej dziadku.
Był fundatorem Klasztoru Franciszkanów w Woźnikach i tam też został pochowany (serce umieszczono w kościele św. Kazimierza w Poznaniu). W 1829 roku Edward Raczyński uzyskał zgodę Konsystorza Generalnego Poznańskiego na przeniesienie zwłok swoich przodków w tym także Michała Kazimierza Raczyńskiego i jego żony z Woźnik do Rogalina.

## Życie prywatne
W dniu 15.09.1688 Michał Raczyński poślubił Krystynę z Krassowskich herbu Rogala. Po jej śmierci w 1724 r. zlecił wykonanie pamiątkowego epitafium z kutej blachy, które znajduje się w kościele Klasztoru Franciszkanów w Woźnikach
.
Synowie:
- Wiktor Raczyński (ur. 1698, zm. 1764), ojciec Kazimierza, marszałka nadwornego koronnego
- Leon Raczyński (ur. 1698, zm. 1750), generał